# Частный детектив Магнум (2018, сезон 1)
Первый сезон американского телесериала «Частный детектив Магнум» премьера которого состоялась на канале CBS 24 сентября 2018 года, а заключительная серия сезона вышла 1 апреля 2019 года. Данный сезон насчитывает 20 серий.

## В ролях

### Основной состав
- Джей Эрнандес - Томас Магнум, бывший военно-морской пехотинец, в настоящее время работающий консультантом по безопасности знаменитого писателя Робина Мастерса, которого никто никогда не видел. Он любит дорогие машины, пиво, динамичную музыку и рисковые авантюры.
- Пердита Уикс - Джульет Хиггинс, бывший агент разведки МИ-6, владелица двух опасных собак.
- Захари Найтон -  Орвилл «Рик» Райт, управляет собственным баром.
- Стивен Хилл - Теодор «Ти Кей» Келвин, проводит для туристов частные экскурсии на собственном вертолете.
- Тим Кан - детектив Гордон Катсумото

### Второстепенный состав
- Доменик Ломбардоцци - Себастьян Нузо, Друг Магнума, который был убит в пилоте, но повторяется в воспоминаниях
- Кими Бальмилеро - судмедэксперт Ноэлани Кунья, персонаж кроссовера с Гавайев пять-0
- Тайлор Уайли - предприниматель Камекона Тупуола, персонаж кроссовера с Гавайев пять-0
- Корбин Бернсен - Фрэнсис "ледоруб" Хофстетлер, отец Рика.
- Кен Джонг - Лютер Х. Гиллис, теневой частный детектив
- Кристофер Торнтон - Кенни "Шамми" Шамберг

## Эпизоды
| № общий | № в сезоне | Название                                                        | Режиссёр        | Автор сценария                                                  | Дата премьеры    | Зрители в США (млн) |
| --- | ---------- | --------------------------------------------------------------- | --------------- | --------------------------------------------------------------- | ---------------- | ------------------- |
| 1 | 1          | «I Saw the Sun Rise» «Я видел восход солнца»                    | Джастин Лин     | Эрик Гуггенхейм & Питер М. Ленков                               | 24 сентября 2018 | 8.12                |
| Томас Магнум бывший морской котик, который, вернувшись домой из Афганистана, перепрофилирует свои военные навыки, чтобы стать частным детективом на Гавайях                             |            |                                                                 |                 |                                                                 |                  |                     |
| 2 | 2          | «From the Head Down» «Головой вниз»                             | Карен Гавиола   | Эрик Гуггенхейм & Питер М. Ленков                               | 1 октября 2018   | 6.23                |
| Магнум помогает Дэну, борющемуся рыбаку и коллеге-ветерану, когда у него крадут 300-фунтового тунца стоимостью 350 000 долларов, и он обнаруживает, что вору тоже нужна помощь Магнума. |            |                                                                 |                 |                                                                 |                  |                     |
| 3 | 3          | «The Woman Who Never Died» «Женщина которая никогда не умирала» | Сильвен Уайт    | Джо Газзам                                                      | 8 октября 2018   | 6.08                |
| Магнума нанимают, чтобы выяснить истинную личность невесты мужчины, находящейся в коме, когда он узнает, что она перенесла обширную операцию на лице.                                   |            |                                                                 |                 |                                                                 |                  |                     |
| 4 | 4          | «Six Paintings, One Frame» «Шесть картин,одна рамка»            | Антонио Негрет  | Эшли Гейбл                                                      | 15 октября 2018  | 5.48                |
| Магнума арестовывают в качестве главного подозреваемого, когда убивают близкого друга Хиггинса, ценителя искусства, который нанял Томаса для проверки его безопасности.                 |            |                                                                 |                 |                                                                 |                  |                     |
| 5 | 5          | «Sudden Death» «Внезапная смерть»                               | Дэвид Гроссман  | Дэвид Фьюри                                                     | 22 октября 2018  | 5.63                |
| 6 | 6          | «Death Is Only Temporary» «Смерть это только временное явление» | Дуан Кларк      | Скарлет Лэйси & Джин Хонг                                       | 29 октября 2018  | 5.69                |
| 7 | 7          | «The Cat Who Cried Wolf» «Кот, который кричал волк»             | Эгиль Эгилссон  | Руэл Толкин                                                     | 5 ноября 2018    | 5.27                |
| 8 | 8          | «Die He Said» «Умри, сказал он»                                 | Питер Уэллер    | Джо Газзам                                                      | 12 ноября 2018   | 5.50                |
| 9 | 9          | «The Ties That Bind» «Узы которые связывают»                    | Рон Андервуд    | Эшли Гейбл                                                      | 19 ноября 2018   | 5.39                |
| 10 | 10         | «Bad Day to be a Hero» «Плохой день чтобы быть героем»          | Лин Одинг       | Эшли Шарбоннэ                                                   | 10 декабря 2018  | 5.47                |
| 11 | 11         | «Nowhere to Hide» «Негде спрятаться»                            | Марк Тинкер     | Питер М. Ленков & Джо Газзам                                    | 14 января 2019   | 6.02                |
| 12 | 12         | «Winner Takes All» «Победитель забирает все»                    | Аманда Марсалис | Джин Хонг                                                       | 20 января 2019   | 8.76                |
| 13 | 13         | «Day of the Viper» «День гадюки»                                | Брайан Спайсер  | История: Дэвид Фьюри Телепостановка:Джин Хонг & Эрик Гуггенхейм | 21 января 2019   | 5.33                |
| 14 | 14         | «I, The Deceased» «Я, умерший»                                  | Кришна Рао      | Скарлет Лэйси                                                   | 28 января 2019   | 5.69                |
| 15 | 15         | «Day The Past Came Back» «День, когда прошлое вернулось»        | Брайан Спайсер  | Питер М. Ленков & Эрик Гуггенхейм                               | 18 февраля 2019  | 5.97                |
| 16 | 16         | «Murder Is Never Quiet» «Убийство никогда не бывает тихим»      | Дэвид Стрейтон  | Барби Клигман                                                   | 25 февраля 2019  | 6.29                |
| 17 | 17         | «Black is the Widow» «Черная вдова»                             | Кристин Уинделл | Руэл Толкин                                                     | 4 марта 2019     | 5.61                |
| 18 | 18         | «A Kiss Before Dying» «Поцелуй перед смертью»                   | Брайан Спайсер  | Барби Клигман & Эшли Шарбоннэ                                   | 11 марта 2019    | 6.05                |
| 19 | 19         | «Blood in the Water» «Кровь в воде»                             | Карен Гавиола   | Джин Хонг                                                       | 25 марта 2019    | 5.74                |
| 20 | 20         | «The Day It All Came Together» «День когда соединилось воедино» | Брайан Спайсер  | Питер М. Ленков & Эрик Гуггенхейм                               | 1 апреля 2019    | 5.54                |

## Производство

### Разработка
Премьера первого сезона сериала на американском телеканале CBS 24 сентября 2018 года.  25 января 2019 года телеканал CBS продлил телесериал на второй сезон.